# Sonnerie téléphonique

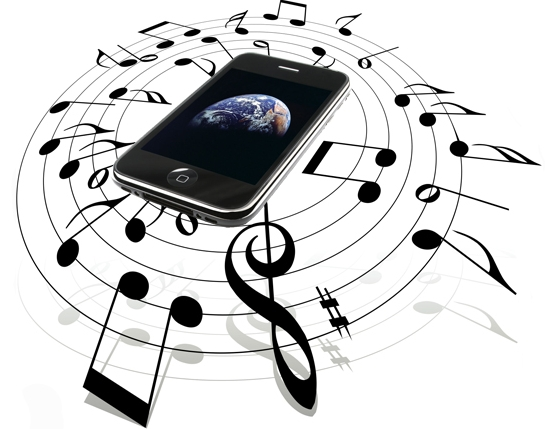
Image représentant une sonneries sur iPhone.

Une sonnerie téléphonique ou de téléphone est une sonnerie émise par un téléphone pour signaler un appel entrant.
Les sonneries des téléphones mobiles peuvent être personnalisées et reproduire des mélodies voire de la musique (sonneries polyphoniques, sonneries monophoniques, sonneries HiFi, etc.). Cette fonction a été originellement créée pour permettre aux personnes de déterminer si c'est leur téléphone mobile qui sonne, lorsqu'ils sont en présence d'autres propriétaires de téléphones mobiles ; ces sonneries personnalisées sont aussi plus attrayantes que de simples bips.
Les nouveaux téléphones mobiles permettent aux utilisateurs d'associer des sonneries différentes selon le contact qui les appelle. 
Une alternative aux sonneries portables est l'alerte vibreur. Le mode vibreur peut être utile :
- dans des environnements bruyants, où la sonnerie peut difficilement être entendue ;
- dans des lieux publics où les sonneries sont gênantes ou interdites ;
- pour les sourds et malentendants.

## Histoire

### Téléphones portables
Les premiers téléphones portables ne pouvaient jouer que des sonneries monophoniques constituées d'une seule note répétitive. L’entreprise finlandaise Nokia a ajouté dans quelques de ses meilleurs modèles, tels que le Nokia 3310, des sonneries monophoniques, dont certaines représentaient le code Morse.
La prochaine génération de sonneries est devenue polyphonique. Il y eut jusqu'à 128 notes individuelles sur différents instruments au format MIDI pour rendre la musique plus réaliste. En 2002, Musiwap (Musiwave), détenue par Gilles Babinet, est devenue la première entreprise au monde qui a sorti les sonneries au nouveau format.
Puis il y eut des fragments musicaux de vraies compositions appelées True Tones. Plus tard, avec le développement d'Internet mobile, des compositions de taille réelle sont devenues disponibles. L’extrait de la chanson "My Gift to You" Chemistry est devenue le premier True Tone dans le monde,. Il a été distribué par la société Sony en collaboration avec au by KDDI au Japon en 2002. Cette primauté est contestée par une sonnerie réalisée à partir de la chanson du groupe Devo, qui a été créée par Richard Fortenberry et Brad Zoutaout et diffusée via le réseau Sprint. La date exacte de cet événement est inconnue.
En 2005 SmashTheTones (Mobile17) est devenue la première solution tierce pour créer des sonneries sur Internet sans avoir besoin d'un logiciel téléchargeable ou d'un éditeur de son numérique. Plus tard les utilisateurs d’iPhone Apple pouvaient créer une sonnerie à partir d'une chanson achetée dans la bibliothèque iTunes or définir la musique comme sonnerie de l'iphone en utilisant une autre application comme GarageBand
La société Samsung a également joué un rôle clé dans l'évolution des sonneries pour téléphones portables. Après l'ère des sonneries polyphoniques, Samsung a introduit les sonneries au format MP3, offrant ainsi une meilleure qualité audio et la possibilité d'utiliser des extraits de chansons populaires comme sonneries.
Avec l'avènement des smartphones, Samsung a continué à innover dans le domaine des sonneries. Les utilisateurs de smartphones Samsung peuvent maintenant personnaliser leurs sonneries en utilisant leurs propres fichiers audio, qu'il s'agisse de chansons, d'enregistrements ou de sons personnalisés. Ils peuvent également télécharger des sonneries à partir de boutiques en ligne dédiées ou utiliser des applications tierces pour créer des sonneries uniques.